# Unterer Tännelbach
Der Untere Tännelbach ist ein ganzjähriges Fließgewässer im Bayerischen Alpenvorland.
Er entsteht im Hochmoor der Hochrunstfilze, verläuft ostwärts durch einen Ortsteil von Nickelheim, bevor er in Raubling unweit des Inn von links in den Moosbach mündet, welcher selbst noch einige Kilometer parallel zum Inn verläuft, bevor er in diesen mündet.
Etwas südlich des Unteren Tännelbachs verläuft der Obere Tännelbach, der jedoch über den Kirchbach in den Inn entwässert.